# 狭叶砧草
狭叶砧草（学名：Galium boreale var. angustifolium）为茜草科拉拉藤属下的一个变种。

## 扩展阅读
- 維基物種上的相關：狭叶砧草